# Prutz
Prutz é um município da Áustria, situado no distrito de Landeck, no estado do Tirol. Tem 9,73 km² de área e sua população em 2019 foi estimada em 1.845 habitantes.